# Аарон (Библия)
Вижте пояснителната страница за други значения на Аарон.
Аарон (на иврит: אַהֲרֹ – „осенен“, висок, планина, свещена планина, учител, просветен, както и близко до често срещаното в Изтока име Харун), в старозаветните предания първият първосвещеник на еврейския народ, родоначалник на свещеническа каста. По-голям брат и сподвижник на Моисей по време на Изхода на евреите от Египет, разказано в библейската книга Изход.

## Библейско предание
Според общата хронология Аарон е роден 1574 г. пр. Хр. по време на пребиваването на евреите в Египет. Син на Амрам и Иохаведа от коляното на Левий.[Изх. 6:20][Чис. 26:59] Средно дете в семейството – по-малък от сестра си Мариам Пророчицата и с три години по-голям от брат си Моисей.[Изх. 7:7] Библейските сведения за Аарон са оскъдни до призоваването му от Бог. Споменава се, че Аарон е бил женен за Елисавета, дъщеря на Аминадав и сестра на Наасон, от племето Юда.[Чис. 1:7] От нея има четирима сина – Надав, Авиуд, Елеазар и Итамар.[Изх. 6:23] Като един от еврейските племенни вождове, той вероятно заема положението на „надзорник“ над „Синовете Израилеви“.
Мойсей пребивава в Мадиам (на Арабския полуостров) около 60 години, които Аарон от своя страна прекарва в Египет. В Мадиам Мойсей създава семейство с жена си Сапфора, дъщеря на свещеника Йотор. Бог се разкрива пред Мойсей с името Йехова (вечно Съществуващият)[Изх. 3:14] – божество почитано от праотците Авраам, Исаак и Иаков.[Изх. 4:27] Последният от изредените ги делят 500 години, в които потомците на Израил преживяват в Египет(този период грубо отговаря на XIX-XV век пр.н.е.). На Мойсей бива наредено да се върне в Египет, за да осигури завръщането на евреите в Ханаан, а Аарон да говори вместо него пред народа и фараона,[Изх. 4:14] Обяснява на това е, че Мойсей имал говорни дефекти – заекване).
Призоваването на Аарон става 1491 г. пр. Хр. Бог му казва да отиде и да посрещне Мойсей в пустинята, в „Божията планина“ Хорив (според друга версия – Синай[Изх. 4:27] Мойсей, заедно с брат си, застава с определени искания пред последния от египетските фараони от периода на „робството в Египет“ (вероятно Менептах). Мисията на Аарон и Мойсей има подчертано религиозна окраска, но предхождащите я събития дават да се разбере, че тя има и определено политическо значение, а последствията ѝ се изразяват в така наречения Изход. Тези събития са свързани с приемането на култа към Йехова, който Мойсей възобновява сред силно египтизираните, а твърде вероятно повлияни и от други вероизповедания евреи (почитаните от тях по-късно Ваал и Астарта вече са си пробили по това време път в Египет).
На Аарон е поверено да свърже брат си с „народа“ – израз, с който се визират както старейшините, така и някаква неопределена тълпа, а също и широките маси изобщо. След завръщането им, двамата заедно подхващат агитация на идеята, че еврейските племена трябва да се консолидират около култа към Йехова и въз основа на този култ да се стремят към независимост и към обособяване върху една определена собствена територия, известна като Обетованата земя или Ханаан (Палестина). Мойсей е идеологът на борбата и пророк на Йехова, а Аарон бил длъжен да говори пред народа и владетеля. След съответната подготовка братята застават начело на делегация от „надзорници“ и влизат в непосредствен контакт с фараона. Известна е славата на Аарон като магьосник, което майсторство той демонстрира (според Библията) не само в Египет.
В битката с амаликитите, Аарон заедно с Ор (вероятно друго име на Йотор) поддържа ръцете на Мойсей.[Изх. 17:12] Така той му помага да направлява хода на битката (колкото по-високо ги държи, толкова по-големи успехи имат евреите). Също така той активно участва изобщо във всички чудотворства, приписвани на Мойсей. Най-известни са онези, за които преданието разказва, че били извършени в Египет в отговор на нежеланието на фараона да се отнесе съчувствено към исканията на еврейските първенци. Исканията им се изразявали в претенцията им да отделят временно от работа и местообитание мъжете и жените от Дванайсетте израилски племена, заедно с децата, вещите и добитъка им, под предлог, че трябва да извършат тридневно поклонение в светилището на Йехова в Хорив.
По това време евреите обитават предимно района на делтата на Нил и по-конкретно – този на новоизградената столица Раамсес, както и на града-склад Питом. Според Библията, те активно участвали в построяването им, а във времето на Изхода се занимавали най-вече с изработката на строителни материали, с оглед на някакви предстоящи или текущи строежи. Разстоянието до светилището на Йехова в Хорив било значително, а в близост до него се намирали земите на враждебни към Египет племена и държави, както и прародината на евреите Ханаан. Освен това самият еврейски народ бил многоброен (по-късно с Мойсей тръгват – гласи преданието – може би повече от 600 000 души), а имуществата му имали твърде висока стойност. Поради тези причини фароанът първоначално отказвал да освободи, дори и временно, евреите от задълженията им. Той дори ги утежнил, с което силно накърнил престижа на Мойсей и Аарон пред еврейските първенци. Фараонът се опасявал, че така организираният за поход към Хорив народ няма да се върне обратно. Той би се превърнал в твърде опасна сама по себе си сила, която дори и да останела в границите на Египет, вече щяла има силни индикации, че може да се разпорежда сама със съдбата си. Също така очевидно е смятал, че подобно начинание ще причини големи икономически сътресения и че ще затрудни военната и религиозната политика на Египет. Евреите били нужни като работници и войници, а култът към бог Атон, за който този към Йехова явно силно напомнял, бил отменен. При това евреите не били единственият народ, който внезапно можел да бъде „споходен“ от бога на своите прадеди.
Опитите на фараона да се споразумее с двамата братя не дали резултат. Те поддържали, че всички мъже-евреи, заедно с жените и децата си и с имуществата си, трябва да отидат на поклонение и не приемали никакъв компромис. Фараонът от своя страна отказвал да ги пусне. Но организацията на Дванайсетте израилски племена, осъществявана от Аарон, вече била напреднала сериозно. Преди явяването си пред фараона, братята се постарали да подготвят евреите за бъдещия им поход, за който още отначало им разкрили, че ще бъде не само до Хорив, но и до Ханаан. Същевременно почитанието към Йехова – пропагандирано от Мойсей, също така посредством Аарон, набирало сила. Затова египетският владетел, притиснат от смутните времена, настъпили след смъртта на Рамзес II, и от икономическото значение на еврейския труд, се видял принуден да продължи да води преговори с двамата братя, като споровете им преминали на религиозна основа.
Отричайки съществуването или поне величието и важността на Яхве, фараонът предизвикал Мойсей и Аарон да покажат силата на този бог. В отговор (според Библията), множество беди една след друга започнали да сполитат Египет, като за причинител на тези беди е сочен Йехова, който действал предимно чрез Аарон. Аарон, според преданието, притежавал вълшебен жезъл, даден от преди това на Мойсей от Йехова. Това вероятно е бил някакъв белег за посвещаване в жречеството на Йехова, на който били приписвани магически свойства. Имал формата на змия, бил увенчан с изображение на змия или змии или вътре в него стояла жива змия или изображение на змия – едно от свещените животни на Йехова. Другото му свещено животно е бикът, с образа на който също са свързани много от библейските артефакти (явно под влияние на култа към Ваал и Астарта по-късно свещено животно на Йехова става и лъвът). С този жезъл Аарон – според преданието – можел да причинява различни катаклизми, а също и да ги прекратява. Той бил съответно използван и Аарон успял да създаде у фараона и у неговите доверени жреци впечатление за всемогъщество на неговия бог и за особеното му благоразположение към евреите. Той го придумал най-сетне да допусне те временно да напуснат страната, под негово и на Мойсей предводителство. Но явно фараонът все още имал някакви колебания относно това начинание, защото изглежда, дори до последния момент му се е противопоставял – все пак подготовката за похода започнала и вървяла твърде трескаво. Същевременно евреите били готови за бунт и метеж, които и избухнали в хода на първоначалното разместване преди отпътуването, когато то не било и решено съвсем окончателно. Вероятно поводът за въстанието им били както последните колебания на египетския владетел, така и действията на някои от неговите служители и поданици, които се отнесли към евреите не като към поклонници, които ще се завърнат, а като към изменници, бегълци и прокуденици. Изобщо враждебността към тях тогава била силно нараснала вследствие на бедствията, за които се твърдяло, според преданието, че са причинени специално за тяхна изгода и че те твърде слабо са пострадали от тях, за разлика от египтяните. Ксенофобията се засилвала явно и при мисълта за очертаващите се перспективи, а вероятно е съпътствала и изобщо отношенията между евреите и коренното египетско население. Тази взаимна ненавист изглежда дала искрата на последвалите събития – изтребването на част от местните египтяни и разграбването на имуществата им, последвани от бързото изтегляне на еврейските пълчища.
Аарон (заедно с брат си Мойсей) станал предводител на антиегипетското въстание, с което започнал Изходът. Непосредствено преди заминаването (докато течало показното клане над египетските „първородни“ и ограбваното на скъпоценностите на египетските жени), според преданието, били празнувана първата Пасха, който празник, както изглежда, също е бил организиран от Аарон, който вече се очертавал като бъдещия първосвещеник на Дванайсетте израилски племена. След разправата с египтяните и под угрозата на фараоновото отмъщение, хората на Мойсей и Аарон се отправили към Хорив. Там Мойсей трябвало, според първоначално получените от Йехова заповеди, да заведе евреите на поклонение, преди да отпътуват, към Ханаан – страната, в която му било обещано, че ще заведе евреите и която била обещана, като тяхна територия, още на Авраам.
В последвалия поход Мойсей остава главният вожд на евреите и пророкът общуващ лично с Йехова, а Аарон – негов помощник и посредник (впоследствие е официално обявен за първосвещеник и за първи глава на кастата на левитите – потомците на Леви, по линия на Аарон и на неговите помощници-жреци, избрани, според преданието, лично от Йехова, за негови потомствени официални, общоплеменни и професионални свещеници; тази длъжност той заема до смъртта си).
Библията разказва, че Аарон също присъства, на „Божията планина“ (Хорив или Синай), където заедно с Моисей, синовете си Надав и Авиуд и 70 старейшини, е част от групата, удостоена да се приближи дотолкова, че да може да го види, до светилището на Йехова („местостоенето му“). Там той участва, в тържествен пир, предхождащ приближаването още повече на Мойсей и неговия „служител“ Иисус Навин.
Това приближаване (до мястото, откъдето светилището се вижда) е предхождано от друго едно общуване, според преданието, на Мойсей, с божеството, след което той обявява на „народа“ неговите думи, които и специално записва (за да го прочете на събралото се множество, което напълно го одобрява), а след това изгражда жертвеник, в подножието на планината и извършва жертвоприношение; също така, още по-рано Йехова се е обърнал лично към евреите, от върха на планината им е съобщил част от желанията си – на Мойсей му предстои обаче да получи „скрижалите на завета“, с която цел именно се възкачва този път на планината и достига до самото „местостоене“ на бога. Преди да тръгне, той нарежда на придружавалите го, до този момент, да останат и да го чакат, като назначва Аарон и Ор, за свои заместници, включително и що се отнася до съдийските му функции.[Изх. 24:14] При 40-дневното си пребиваване на планината Хорив, освен всичко друго, Мойсей получава и повеля да посвети Аарон за първосвещеник, а синовете му за свещеници на еврейския народ.[Изх. 28:29] Потомците му получили правото да наследяват първосвещеничеството.[Изх. 29:29] Задълженията на първосвещеника Аарон и свещениците, задълженията им и техните права са установени от самия Господ, гласи преданието.[Изх. 4:18]
Но Аарон не оправдава гласуваното му доверие и отстъпвайки (явно не без това да отговаря на желанията му), под натиска на склонните към идолопоклонство маси въздига култово изображение на бик (Златния телец),[Изх. 32:4] вероятно по образ на египетския идол Апис. От този нов бог се очаква да води народа, в по-нататъшното му пътуване към Ханаан – всеобщо е впечатлението, че Мойсей е изчезнал и няма да се върне и явно евреите, са загубили доверието и уважението, което са имали, както към змийските изображения, издигнати по-рано от Мойсей и Аарон, така и към ковчега на Йосиф, който също носят пред себе си, като талисман. Изобщо, със смъртта (както те смятат) на Мойсей, за тях и Йехова, поне във вида, обожествяван от него, престава да бъде техният бог-водач и покровител и те се опитват да установят друг култ, за чийто първожрец избират предпочитания от тях съюзен племенен вожд Аарон.
Тъкмо в разгара на пиршествата, които трябвало да предхождат отпътуването, под егидата на Златния телец, обаче Мойсей се завръща, твърди преданието, носейки със себе си „скрижалите на завета“, на които били изписани думите, назовани Десетте Божи заповеди, но като заварва идола, издигнат от Аарон и пируващия наоколо народ, счупва плочите и се отдава на отмъщение, в което дейно участие изглежда взема и Аарон, предвождайки левитите, натоварени с осъществяването на репресиите, над идолопоклонниците.
Според Библията Аарон също щял да бъде убит, но Мойсей измолил спасяването му от Йехова.[Втор. 9:20] Сам Аарон пък, се отмята от дружбата си с „народа“ и го обвинява, в това, че само той го е принудил да издигне Златния телец.[Изх. 32:21-24] След разправата, с идолопоклонниците и разрушаването на Телеца, и след като Мойсей отново се качил при Йехова и след още 40 дни благополучно донесъл скрижалите, той ръкоположил, според преданието, брат си за първосвещеник на Йехова, а синовете му за свещеници.[Лев. 8:1-36] Но двама от синовете му биват убити, поради неспазване на ритуалните предписания - пренесли пред лицето на Господа „чужд огън“, взет не от олтар, както бил заповядал Бог. По този начин свещенството се утвраждава в рода чрез останалите двама. Въпреки това, нито те, нито Аарон придобиват положението на главни пророци, а остават само служители на култа и посредници, на „божията воля“, получавана и обявявана от Мойсей, като в това биват подпомагани от останалите левити, техни роднини – с това са свързани, някои от последвалите събития.
На втората година от странстването на евреите в пустинята Аарон е един от ръководителите на преброяването на евреите, което Мойсей извършва по това време.
По-късно Аарон и сетра му Мариам се опълчват срещу Моисей, заради египтянката (или етиопката), която бил взел за жена. Те се усъмняват в неговото специално положение пред Бога.[Изх. 12:1-2]
Според Библията, за участието си, в тази свада, Мариам е „наказана“, с проказа. Но Аарон се застъпва за сестра си пред Моисей, който незабавно я изцерява (според преданието – призовавайки Йехова да го стори), като ѝ налага да престои, извън стана 7 дена.[Чис. 12:13]
В последвалия бунт на израелските първенци, предвождан от Корей, Датан, Авирон и Он, може да се види, че той е не толкова срещу Моисей, а срещу Аарон и наследниците му и за правото им да бъдат свещенослужители. Бунтът приключва с изтребване на предводителите му и семействата им. Аарон и Моисей успяват да измолят прошка от Господ за обикновените израилтяни[Чис. 16:1-50]. След това Господ отново потвърждава първосвещеничеството на Аарон – жезълът му прораства и цъфва.[Чис. 17:1-13] По-късно този жезъл е бил поставен в ковчега на завета (кивот).[Евр. 9:4]
В края на еврейското странстване в пустинята, продължило общо около 42 години, Йехова, според Библията, взема решение да не допусне Аарон и Мойсей да влязат, в Ханаан. Като повод за това решение, преданието сочи колебанието на двамата пророци по въпроса, дали ще могат да изпълнят заповедта на Господ – да извади вода от една канара, с помощта на думи (това се тълкува и като отказ да го сторят). Първи е лишен от сана си и призован „да се прибере при людете си“ Аарон.
Двамата, с Мойсей се връщат на планината Ор (Хорив), и там еврейският вожд съблича от Аарон одеждите му и облича с тях Елеазар[Чис. 20:28]. Аарон умира на върха на планината, на възраст 123 години. Оплакват го в течение на 30 дни.[Чис. 33:39] Смята се, че смъртта му е през 1451 г. пр. Хр.
След смъртта му свещениците в Израел са наричани „Ааронови синове“. „Синовете на Садок“, служили като свещеници в Соломоновия храм, в Ерусалим, до разрушаването му, също са потомци на Аарон.